# Гидрологическая изученность
«Гидрологическая изученность» — серия научных трудов, посвящённая водным объектам суши в пределах СССР, а именно рекам и озёрам Советского Союза. Она содержит сведения о количестве и размерах рек и озёр различных частей СССР, их стационарной и экспедиционной изученности, гидрологических станциях и постах, а также списки работ прочих авторов, посвящённых исследованию рек и озёр, упоминаемых в справочнике. Издание серии «Гидрологическая изученность» завершено в 1967 г.

## Содержание
- Том 1 Кольский полуостров
- Том 2 Карелия и Северо-запад
- Том 3 Северный край
- Том 4 Прибалтийский район
  - Вып. 1 Эстония
  - Вып. 2 Латвия
  - Вып. 3 Литовская ССР и Калининградская область РСФСР
- Том 5 Белоруссия и Верхнее Поднепровье
- Том 6 Украина и Молдавия
  - Вып. 1 Западная Украина и Молдавия
  - Вып. 2 Среднее и Нижнее Поднепровье
  - Вып. 3 Приазовье и Крым
- Том 7 Донской район
- Том 8 Северный Кавказ
- Том 9 Закавказье и Дагестан
  - Вып. 1 Западное Закавказье
  - Вып. 2 Аракс
  - Вып. 3 Дагестан
  - Вып. 4 Восточное Закавказье
- Том 10 Верхне-Волжский район
- Том 11 Средний Урал и Приуралье
  - Вып. 1 Кама
  - Вып. 2 Тобол
- Том 12 Нижнее Поволжье и Западный Казахстан
  - Вып. 1 Нижнее Поволжье
  - Вып. 2 Урало-Эмбинский район
- Том 13 Центральный и Южный Казахстан
  - Вып. 1 Центральный Казахстан
  - Вып. 2 Бассейн оз. Балхаш
- Том 14 Средняя Азия
  - Вып. 1 Сыр-Дарья
  - Вып. 2 Бассейн оз. Иссык-Куль, реки Чу, Талас
  - Вып. 3 Аму-Дарья
  - Вып. 4 Реки Туркмении
- Том 15 Алтай и Западная Сибирь
  - Вып. 1 Горный Алтай и Верхний Иртыш
  - Вып. 2 Средняя Обь
  - Вып. 3 Нижний Иртыш и Нижняя Обь
- Том 16 Ангаро-Енисейский район
  - Вып. 1 Енисей
  - Вып. 2 Ангара
  - Вып. 3 Забайкалье
- Том 17 Лено-Индигирский район
  - Вып. 1 Верхняя Лена
  - Вып. 2 Средняя Лена
  - Вып. 3 Алдан
  - Вып. 4 Вилюй
  - Вып. 5 Нижняя Лена
  - Вып. 6 Хатанга, Анабар и Оленёк
  - Вып. 7 Яна, Индигирка
- Том 18 Дальний Восток
  - Вып. 1 Верхний и Средний Амур
  - Вып. 2 Нижний Амур
  - Вып. 3 Приморье
  - Вып. 4 Сахалин и Курилы
- Том 19 Северо-Восток
- Том 20 Камчатка[2]